# Episodi di Gone
La prima e unica stagione della serie televisiva Gone, composta da 12 episodi, è stata trasmessa in prima visione in Australia sul canale Universal Channel dal 13 novembre 2017 al 12 febbraio 2018.
In Italia, la stagione è andata in onda dal 29 agosto al 14 novembre 2018 su Premium Crime, canale della piattaforma Mediaset Premium. In chiaro, viene trasmessa dal 22 luglio 2019 su Rete 4.
| n° | Titolo originale      | Titolo italiano         | Prima TV Australia | Prima TV Italia   |
| -- | --------------------- | ----------------------- | ------------------ | ----------------- |
| 1  | Pilot                 | La bambina scomparsa    | 13 novembre 2017   | 29 agosto 2018    |
| 2  | Ride                  | La corsa                | 20 novembre 2017   | 5 settembre 2018  |
| 3  | Crystal               | Il cristallo            | 27 novembre 2017   | 12 settembre 2018 |
| 4  | Tiger                 | La tigre                | 4 dicembre 2017    | 19 settembre 2018 |
| 5  | Savior                | Il salvatore            | 18 dicembre 2017   | 26 settembre 2018 |
| 6  | Family Photo          | Foto di famiglia        | 11 dicembre 2017   | 3 ottobre 2018    |
| 7  | Don't Go              | Non andare via          | 8 gennaio 2018     | 10 ottobre 2018   |
| 8  | Romans                | Il processo             | 15 gennaio 2018    | 17 ottobre 2018   |
| 9  | Exigent Circumstances | Situazioni di emergenza | 22 gennaio 2018    | 24 ottobre 2018   |
| 10 | Secuestrado           | Doppio rapimento        | 29 gennaio 2018    | 31 ottobre 2018   |
| 11 | Demons                | Demoni                  | 5 febbraio 2018    | 7 novembre 2018   |
| 12 | Rise                  | Ascesa                  | 12 febbraio 2018   | 14 novembre 2018  |